# U41 (オーストリア＝ハンガリー帝国潜水艦)
U41はオーストリア＝ハンガリー帝国海軍の潜水艦。U27級。

## 艦歴
「U41」は1916年5月に沈没した「U6」の代艦としてCantiere Navale Triestino (CNT) に発注された。1917年2月23日、ポーラ海軍工廠で起工。「U6」用に発注されていたディーゼル機関搭載のため、建造中に30cmほど船体が延ばされた。11月11日、進水。1918年2月19日、エドガー・ヴォルフ (Edgar Wolf) 大尉の指揮下で就役した。「U41」は国内で建造されオーストリア＝ハンガリー帝国海軍で就役した最後の潜水艦となった。
3月17日、ポーラより地中海での哨戒へ出撃。3月30日、アフリカ沿岸で汽船雷撃を試みるも失敗に終わった。その3日後に左舷側のディーゼル機関が故障し、4月5日にカッタロに帰投。4月9日にポーラへ向けて出発し、二日後に到着。以後6週間修理に費やした。5月25日にポーラ沖で潜航試験を行った際、深度50mで浸水が発生。ポーラへ戻ってからさらに修理が行われ、8月までそこにとどまった。
ブリオニの潜水艦基地へ移った後、「U41」は8月29日に地中海での哨戒へ出撃。しかし、機関修理のため翌日シベニクに入港。一日遅れで哨戒を再開し、マルタ東方の哨区へとついた。9月13日、パンテッレリーア島の西で4604トンのフランスの汽船「アミラル・シャルネ (Amiral Charner)」を雷撃で沈め、初の戦果を挙げた。同船は馬や一般貨物を積んでマルセイユからサロニカへ向かっているところであった。9月26日にもケファロニア島の西で汽船を攻撃したが、失敗に終わったようだ。9月28日、カッタロに帰投。
10月6日、カッタロよりドゥラッツォおよびアルバニア沿岸沖での哨戒に出撃。しかし成果はなく、9日後にカッタロに帰投した。以後、戦争終結までそこに留まった。
11月1日にイギリスの委員会の管理下に置かれ、1920年に賠償艦としてフランスへ引き渡された。「U41」は「U29」、「U31」とともにビゼルトへ曳航されたが、その途中で「U29」は沈没した。「U41」と「U31」は翌年解体された。

## 要目
- 排水量：水上280t（276英トン）、水中326t（321英トン）
- 長さ：121フィート1インチ（36.91m）
- 幅：14フィート4インチ（4.37m）
- 吃水：12フィート2インチ（3.71m）
- 機関；ディーゼル機関2基270馬力、電動機2基280馬力、2軸
- 速力：水上9ノット、水中7.5ノット
- 乗員：23-24
- 兵装：45cm魚雷発射管2、魚雷4、75mm砲1、8mm機銃1

## 註
1. ↑  当時、モンファルコーネのCNTの造船所はイタリア軍が侵略していた
2. ↑  Uboat.netでは、1918年9月26日に地中海で沈んだ船はなしとなっている（Helgason, Guðmundur. "Ships hit by KUK U41". German and Austrian U-boats of World War I - Kaiserliche Marine - Uboat.net. 2009年1月21日閲覧。）